# Église Saint-Jacques de Torun
L'église Saint-Jacques de Toruń est l'une des plus importantes églises de la ville de Toruń située en Pologne.

## Historique
Elle a été conçue dans un style gothique.
La construction a commencé en 1309. De 1359 au milieu du XVe siècle, deux rangées de chapelles sont ajoutées sur les côtés de l'église. A cette époque, on surélève les toitures des nefs latérales qui sont couvertes par les arcs soutenant la nef. 
En 1455 un feu a détruit les toits de l'église ainsi que la flèche de la tour et les cloches. La tour reconstruite de quatre étages est richement décorée .
En 1950, Adolphe Pierre Szelazek (1865-1950), évêque du diocèse de Lutsk en Volhynie et prisonnier du pouvoir soviétique à Kiev, fondateur de la Congrégation des Sœurs de Sainte Thérèse de l'Enfant Jésus, est enterré dans le sous-sol de l'église. Il est en cours de béatification.
Le 25 juillet 2021, l'église est élevée au rang de sanctuaire .

## Dimensions
Les dimensions de l'édifice sont les suivantes :

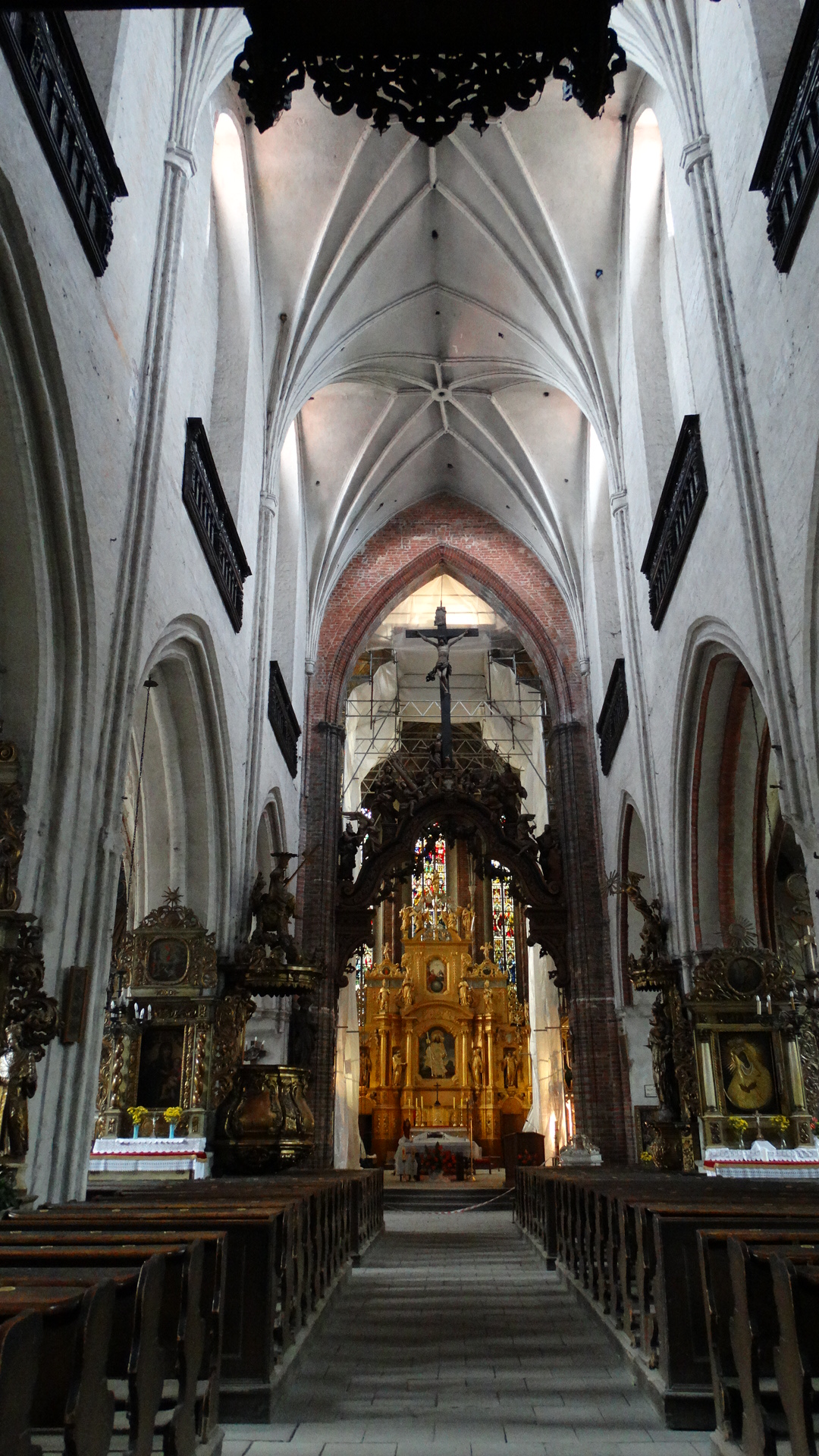
Intérieur de l'église

- Hauteur de la nef : 20,65 m
- Longueur : 53 m
- Hauteur des tours : 49 m
- Largeur : 28,8 m